# Ґіламіхаель Теклемаріам
Ґіламіхаель Теклемаріам — ефіопський футболіст, що грав на позиції воротаря. Відомий за виступами в клубі «Адуліс», а також у складі національної збірної Ефіопії, у складі якої — володар Кубка африканських націй 1962 року.

## Футбольна кар'єра
На клубному рівні Ґіламіхаель Теклемаріам грав у складі клубу «Адуліс» з однойменного міста. З 1957 до 1964 року Ґіламіхаель захищав ворота національної збірної Ефіопії. У складі збірної футболіст брав участь у чотирьох розіграшах Кубка африканських націй. У першому розіграші Кубка африканських націй у 1957 році Ґіламіхаель здобув у складі збірної срібні нагороди, а на Кубку африканських націй 1959 року здобув у складі збірної бронзові нагороди. На домашньому для ефіопської збірної Кубку африканських націй 1962 року футболіст у складі збірної став переможцем турніру. На наступному Кубку африканських націй 1963 року ефіопська збірна посіла лише четверте місце. Ґіламіхаель Теклемаріам грав у складі збірної до 1964 року, після чого завершив міжнародну кар'єру.

## Титули і досягнення
- Володар Кубка африканських націй (1):

Ефіопія: 1962
- Срібний призер Кубка африканських націй: 1957
- Бронзовий призер Кубка африканських націй: 1959